# Alexander Bülow
Alexander Bülow (ur. 28 kwietnia 1905, zm. ?) – SS-Rottenführer, członek załogi obozu koncentracyjnego Auschwitz-Birkenau.
Urodzony w Andriówce. Z zawodu był robotnikiem rolnym; nie potrafił czytać ani pisać. Do SS wstąpił w listopadzie 1941 i do stycznia 1945 należał do załogi obozu Auschwitz-Birkenau. Bülow pełnił funkcje strażnika i konwojenta drużyn roboczych, zwłaszcza na terenie podobozów w Rajsku, Babicach i Budach. Znęcał się nad podległymi mu więźniami.
W pierwszym procesie oświęcimskim przed Najwyższym Trybunałem Narodowym w Krakowie skazany został 22 grudnia 1947 na 15 lat pozbawienia wolności. Więzienie opuścił w latach pięćdziesiątych na mocy amnestii.